# قرو چای
قروچای، روستایی از توابع بخش مرکزی شهرستان دهگلان در استان کردستان ایران است.

## جمعیت
این روستا در دهستان قروچای قرار دارد و براساس سرشماری مرکز آمار ایران در سال ۱۳۸۵، جمعیت آن ۲٬۹۸۷ نفر (۷۱۳خانوار) بوده‌است.